# La espera (álbum)
La espera es el título del 17.º álbum de estudio grabado y realizado por el cantautor español José Luis Perales. El álbum fue lanzado al mercado bajo el sello discográfico CBS Discos en 1988. siendo el director de producción Tomás Muñoz.
De este álbum se desprenden los doble sencillo:
- Navidad (1988)
- La espera (1989)

## Listado de canciones

### Disco de vinilo
| Lado A |                                                |          |  |
| N.º    | Título                                         | Duración |  |
| 1.     | «La espera»                                    |          |  |
| 2.     | «Compro»                                       |          |  |
| 3.     | «Y sigo enamorado»                             |          |  |
| 4.     | «Un minuto de amor»                            |          |  |
| 5.     | «Navidad» (Dedidacada a Aldeas Infantiles SOS) |          |  |

| Lado B |                        |          |  |
| N.º    | Título                 | Duración |  |
| 1.     | «Amarte así»           |          |  |
| 2.     | «El loco»              |          |  |
| 3.     | «Tú me pareces»        |          |  |
| 4.     | «No hay preguntas»     |          |  |
| 5.     | «Es el amor que llega» |          |  |
| 6.     | «No se puede tocar»    |          |  |

### Casete
| Lado A |                                                |          |  |
| N.º    | Título                                         | Duración |  |
| 1.     | «La espera»                                    |          |  |
| 2.     | «Compro»                                       |          |  |
| 3.     | «Y sigo enamorado»                             |          |  |
| 4.     | «Un minuto de amor»                            |          |  |
| 5.     | «Navidad» (Dedidacada a Aldeas Infantiles SOS) |          |  |

| Lado B |                        |          |  |
| N.º    | Título                 | Duración |  |
| 1.     | «Amarte así»           |          |  |
| 2.     | «El loco»              |          |  |
| 3.     | «Tú me pareces»        |          |  |
| 4.     | «No hay preguntas»     |          |  |
| 5.     | «Es el amor que llega» |          |  |
| 6.     | «No se puede tocar»    |          |  |

### CD
| N.º   | Título                                         | Escritor(es)      | Duración |  |
| 1.    | «La espera»                                    | José Luis Perales | 5:02     |  |
| 2.    | «Compro»                                       | José Luis Perales | 4:10     |  |
| 3.    | «Y sigo enamorado»                             | José Luis Perales | 4:41     |  |
| 4.    | «Un minuto de amor»                            | José Luis Perales | 3:55     |  |
| 5.    | «Navidad» (Dedidacada a Aldeas Infantiles SOS) | José Luis Perales | 4:05     |  |
| 6.    | «Amarte así»                                   | José Luis Perales | 4:12     |  |
| 7.    | «El loco»                                      | José Luis Perales | 3:38     |  |
| 8.    | «Tú me pareces»                                | José Luis Perales | 3:33     |  |
| 9.    | «No hay preguntas»                             | José Luis Perales | 3:18     |  |
| 10.   | «Es el amor que llega»                         | José Luis Perales | 3:24     |  |
| 11.   | «No se puede tocar»                            | José Luis Perales | 3:40     |  |
| 43:35 |                                                |                   |          |  |

## Créditos y personal

### Músicos
- Batería: Neal Wilkinson
- Percusionista: Frank Ricotti
- Piano y teclados: Jesus Bailey
- Bajo: Andy Pask
- Guitarras: Mitch Dalton y Clem Clempson
- Sección de cuerda: Gavin Wright
- Avisador: Isobel Griffiths.

### Personal de grabación y posproducción
- Todas las canciones compuestas por José Luis Perales
- Edición de las letras: Editorial TOM MUSIC S.L.
- Compañía discográfica: CBS Internacional; Nueva York, Estados Unidos.
- Productor: Tomás Muñoz
- Coordinador musical: Steve Taylor
- Ingenieros de grabación: Fabricio Facioni
- Ingenieros de mezcla: Steve Taylor y Graham Bonnet
- Estudio de grabación:  Inglaterra
  - Londres, Inglaterra
    - Red Bus Recording Studios
- Producción ejecutiva: Tomás Muñoz
- Coordinación: José Luis Gil
- Fotografía: Paco Navarro
- Estilista: Juanjo Manez
- Retoques de maquillaje: Luis de Oliveira
- Diseño gráfico: ZEN

### Agradecimientos
- Escolanía del Real Monasterio de San Lorenzo de El Escorial
  - Director: Pedro Blanco
- Ray Davison[1]

© MCMLXXXVIII. Sony Music Entertainment Inc.

### Créditos y personal
- Perales, José Luis (2012). «Discografía - La Espera». Archivado desde el original el 26 de abril de 2012. Consultado el 15 de enero de 2013.

- Datos: Q5966592